# 武至元
武至元（?—?），又作武志元、武元忠，唐朝并州文水县（今山西省文水县）人，武则天伯父武士逸的儿子。
武至元在唐高宗时官至仓部郎中、庫部郎中，没有活到武周建立。武则天即位后，追封武士逸、武至元父子为蜀王，武至元的儿子武懿宗封为河内郡王，武嗣宗封为临川郡王。武至元被封为蜀王见于武嗣宗女儿的墓志铭。武至元有女静乐县主，为武懿宗之妹。